# Anel Viário de São José dos Campos

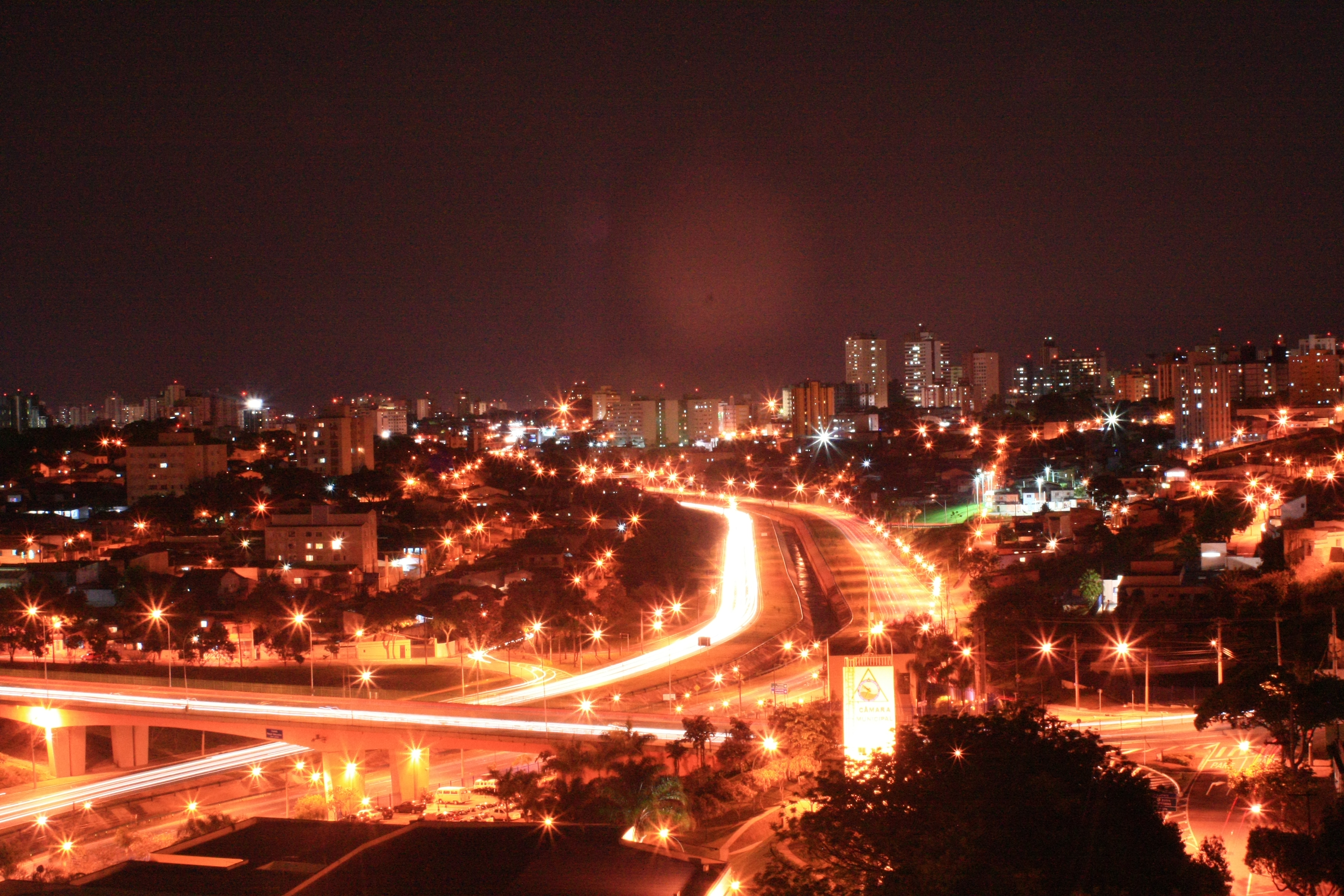
Trecho da Av. Senador Teotônio Vilela entre o bairro Jd. Paulista (esquerda) e o Centro (direita).

O Complexo Viário Sérgio Sobral de Oliveira, na cidade de São José dos Campos, interior do estado de São Paulo, tem como objetivo facilitar a integração e a circulação entre a Região Centro e as Regiões Sul, Leste e Norte, oferecendo uma condição viária mais rápida e direta entre estas regiões, sem a utilização da malha intra-urbana e da Rodovia Presidente Dutra. Entretanto, o projeto do Anel Viário não alcança todo o tecido urbano, o que faz com que determinadas regiões ainda dependam do sistema rodoviário. O fluxo médio diário é de 95 mil veículos por dia. O chamado "Anel Viário" é composto pelas vias:
- Av. Senador Teotônio Vilela - Início na Av. Eng. Sebastião Gualberto (Centro/Vila Maria) até o viaduto da Av. Nelson D'Ávila (Jardim São Dimas - Zona Central).
- Av. Florestan Fernandes - Do viaduto da Av. Dr. Nelson D'Ávila (Jardim São Dimas - Zona Central) até o trevo com a Rodovia Presidente Dutra (Jardim Aquarius - Zona Oeste), no início da Estrada Velha Rio-São Paulo, sentido Jacareí.

No entanto, também fazem parte do complexo viário como um todo as vias:
- Av. Jorge Zarur - Início no cruzamento da Av. São João (Jd. das Colinas - Zona Oeste) até o viaduto sob a Rodovia Presidente Dutra.
- Av. Mário Covas - Do viaduto sob a Rodovia Presidente Dutra até o início da Rodovia dos Tamoios (Zona Sul), sentido Caraguatatuba.